# Kay Hagan
Pour les articles homonymes, voir Hagan.
Janet Kay Ruthven Hagan, née le 26 mai 1953 à Shelby (Caroline du Nord) et morte le 28 octobre 2019 à Greensboro (Caroline du Nord), est une femme politique américaine. Membre du Parti démocrate, elle est sénatrice de Caroline du Nord au Congrès des États-Unis de 2009 à 2015.

## Biographie

### Jeunesse et études
Kay Ruthven est née à Shelby en Caroline du Nord, dans une famille de la classe moyenne américaine, d'un père vendeur de pneus et d'une femme au foyer. Son enfance se partage entre Lakeland en Floride, ville dont son père est maire, et la ferme de ses grands-parents à Chesterfield en Caroline du Sud, où Kay passe ses étés en les aidant dans la culture du tabac et la récolte de pastèques.
Sa première activité politique est de placer des autocollants sur les voitures pour son oncle, Lawton Chiles, l'ancien gouverneur et sénateur de Floride. Dans les années 1970, elle est stagiaire au Capitole, avant d'obtenir un baccalauréat à l'université d'État de Floride, ainsi qu'un master en droit de l'université de Wake Forest. Elle travaille ensuite comme avocate pour la Banque nationale de Caroline du Nord, dont elle deviendra la vice-présidente de la division des successions et de la fiducie. Enfin Kay participe comme manager aux campagnes victorieuses pour le poste de gouverneur de Jim Hunt en 1992 et 1996.

### Mariage et enfants
Kay Hagan est mariée à Charles T. « Chip » Hagan III, un avocat d'affaires, dont la fortune est estimée à 40 millions de dollars. Ils sont les parents de trois enfants prénommés Tilden, Jeanette et Carrie.

### Sénatrice de Caroline du Nord
En 1998, Kay Hagan est élue pour la première fois à l'Assemblée générale de Caroline du Nord, en qualité de sénatrice du trente-deuxième district jusqu'en 2003. À la suite d'un redécoupage, elle devient ensuite sénatrice du vingt-septième district jusqu'à son élection au Sénat des États-Unis. Les districts où elle est élue comprennent le centre du comté de Guilford et la majeure partie de la ville de Greensboro.
Lors de sa première campagne en 1998, son oncle Lawton Chiles, ancien gouverneur et sénateur de Floride, parcourt les quartiers avec Kay pour lui prêter main-forte. Elle est élue cinq fois pour des mandats de deux ans, à l'Assemblée générale de Caroline du Nord. Pendant sa carrière au Sénat de Caroline du Nord, elle est présidente de la commission sénatoriale des pensions, du vieillissement et des retraites de l'État. Kay Hagan est notamment à l'origine d'une législation prônant la hausse des salaires des enseignants et l'accroissement des dépenses d'éducation pour les jeunes enfants.
Elle est connue comme une démocrate « pro-business » au sein du Sénat de l'État.

### Campagne pour le Sénat des États-Unis

#### Primaire démocrate
Au départ, Kay Hagan annonce qu'elle n'avait pas l'intention de se présenter au Sénat des États-Unis, cependant elle reconsidère sa décision et déclare finalement sa candidature au Sénat américain le 30 octobre 2007. Le 6 mai 2008, Kay Hagan est investie par le Parti démocrate de Caroline du Nord, après avoir largement remportée la primaire démocrate avec 60 % des voix contre 18 % à Jim Neal, 13 % à Marcus Williams et 9 % aux autres candidats.

#### Campagne contre la républicaine Dole

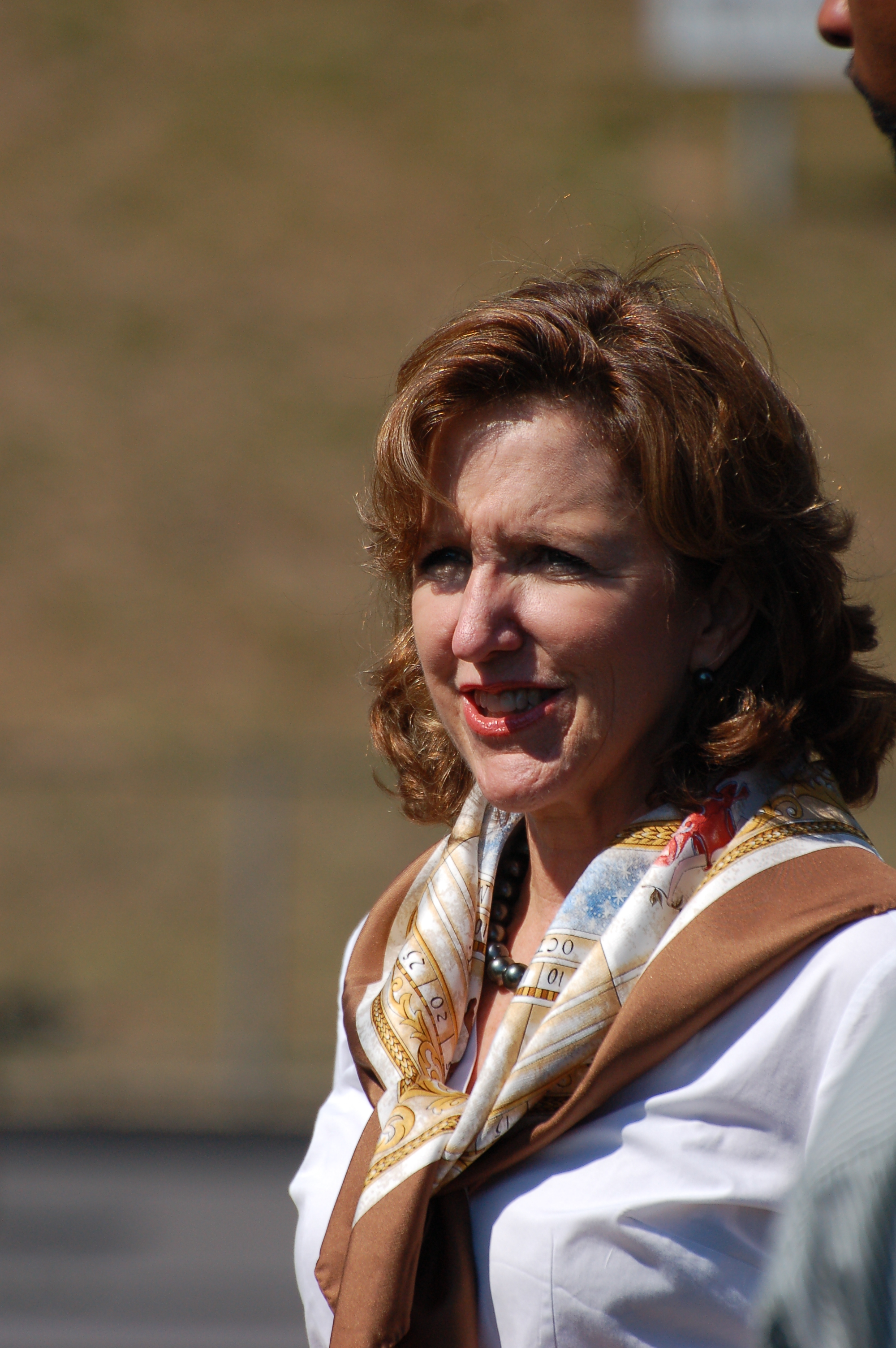
Kay Hagan lors d'un meeting de Barack Obama en 2008.

Au début de la campagne, les républicains comme les démocrates ne donnent pas cher de la candidature de Kay Hagan face à la républicaine Elizabeth Dole. Par ailleurs, malgré les nombreux appels du pied des démocrates de Caroline du Nord au gouverneur Michael Easley, à l'ancien gouverneur Jim Hunt et au représentant Brad Miller (en) pour qu'il se présentent, tous refusent malgré des sondages favorables.
Dans les sondages, Kay Hagan est largement distancée jusqu'au mois de septembre et la crise financière qui la propulse en tête des sondages jusqu'au jour de l'élection. De plus, Kay Hagan fut associée à la campagne agressive d'Obama en Caroline du Nord et bénéficia de la controverse créée par la sénatrice Dole quand elle l'accusa publiquement d'être athée. Enfin, le comité de campagne démocrate du Sénat a dépensé plus d'argent en Caroline du Nord que dans n'importe quelle autre État au cours des élections sénatoriales de 2008.

#### Résultat de l'élection sénatoriale
Le 4 novembre 2008 au soir, la victoire de Kay Hagan sur sa concurrente républicaine se dessine très vite. Elle obtient 2 249 311 voix soit 52,65 %, contre 1 887 510 voix et 44,18 % à Dole et 133 430 voix et 3,12 % au candidat libertarien Chris Cole. Cet écart est alors le plus grand jamais obtenu à une sénatoriale en Caroline du Nord, et ce depuis plus de trente ans.

### Sénatrice des États-Unis
Le 3 janvier 2009, Kay Hagan prête serment devant le vice-président Dick Cheney, comme sénateur de Caroline du Nord.

### Votes et prises de position au Sénat

#### 2009
Avant d'entrer au Sénat, Kay Hagan est considérée comme une démocrate centriste et modérée. Peu après sa prise de fonction, elle rejoint le groupe nouvellement créé de sénateurs démocrates modérés, le Moderate Dems Working Group.
Lors de ses premiers votes de confirmation qui suivent l'investiture de Barack Obama, la sénatrice Hagan apporte son soutien à des nominations importantes notamment celle de
Geithner et de Clinton. Le 2 février elle confirme l'opposant aux armes à feu Eric Holder dans les fonctions de ministre de la justice des États-Unis. Le 13 février, bien qu'opposée en 2008 au Plan Paulson elle vote en faveur du gigantesque plan de relance de l'économie du président Obama, estimé à 787 milliards de dollars.
Près de trois mois après sa prise de fonction, The Washington Post indique que la sénatrice de Caroline du Nord suit la ligne du Parti démocrate à 95,3 % lors de ses soixante-trois premiers votes de loi.
En mars, Kay Hagan soutient la taxation à 90 % des 165 millions de dollars de bonus versés aux trader du groupe américain AIG alors que celui-ci recevait de l'argent des contribuables américains.
Fin mai, elle rend visite aux troupes américaines présentes en Afghanistan.
Le 11 juin, elle est avec son collègue républicain Richard Burr l'un des 17 sénateurs à s'opposer à une loi imposant des restrictions à l'industrie du tabac adoptée par 79 sénateurs. Cette loi octroie à l'autorité de contrôle de la sécurité alimentaire et des médicaments (FDA) le contrôle de l'utilisation du tabac chez les jeunes et la dépendance envers ce produit. Ce texte autorise l'administration à restreindre la vente et la distribution de tabac et de produits du tabac, sans toutefois lui permettre de les interdire totalement tout en réglementant davantage la publicité. Le fait que la Caroline du Nord soit l'un des principaux producteurs de tabac des États-Unis motive le refus des deux sénateurs fédéraux de l'État.
Le 6 août, Hagan vote en faveur de la nomination de Sonia Sotomayor à la Cour suprême des États-Unis.
Elle vote également le Matthew Shepard act, qui prévoit des peines plus lourdes pour les crimes de haine motivés par l'orientation sexuelle, l'identité de genre ou le handicap.
Enfin sur la très controversée réforme de santé de Barack Obama, Hagan à l'instar du sénateur Lieberman milite pour le retrait de « l'option publique » du plan sénatorial. Elle obtiendra gain de cause et votera donc en faveur de plan, comme la totalité des soixante sénateurs du groupe démocrate.

#### 2010
Au début de l'année, The Washington Post indique que la sénatrice Hagan suit la ligne démocrate à 91,7 % lors de ses 409 votes de loi.

##### Membres de l'administration Obama
Confirmations importantes
| Nommés            | Poste                 | Date de la confirmation | Vote de Kay Hagan | Vote Global | Vote Global |
| ----------------- | --------------------- | ----------------------- | ----------------- | ----------- | ----------- |
| Hillary Clinton   | Secrétaire d'État     | 21 janvier 2009         |                   |             | 94 - 2      |
| Tim Geithner      | Secrétaire du Trésor  | 26 janvier 2009         |                   |             | 60 - 34     |
| Eric Holder       | Procureur général     | 2 février 2009          |                   |             | 75 - 21     |
| Hilda Solis       | Secrétaire au Travail | 24 février 2009         |                   |             | 80 - 17     |
| Ron Kirk          | Commerce              | 18 mars 2009            |                   |             | 92 - 5      |
| Kathleen Sebelius | Secrétaire à la Santé | 28 avril 2009           |                   |             | 65 - 31     |

Autres confirmations
De nombreuses confirmations de membres du cabinet présidentiel se sont faites avec l'approbation de la totalité des sénateurs américains (notamment celle de Ken Salazar, Janet Napolitano, Tom Vilsack, Gary Locke...).

##### Juges à la Cour suprême des États-Unis
| Nommés          | Date de la confirmation | Vote de Kay Hagan | Vote Global | Vote Global |
| --------------- | ----------------------- | ----------------- | ----------- | ----------- |
| Sonia Sotomayor | 6 août 2009             |                   |             | 68 - 31     |
| Elena Kagan     | 5 août 2010             |                   |             | 63 - 37     |

Kay Hagan participera pour la première fois à la confirmation d'un juge à la Cour suprême des États-Unis avec la nomination de Sonia Sotomayor. Le 8 juin 2009, Kay Hagan rencontre dans son bureau du Sénat celle qui doit remplacer le juge David Souter à la Cour suprême, Sonia Sotomayor.

#### Vote des lois

##### Plan de relance de l'économie
Le 13 février, bien qu'opposée en 2008 au Plan Paulson, elle vote en faveur du gigantesque plan de relance de l'économie du président Obama estimé à 787 milliards de dollars.

##### Bonus d'AIG
En mars 2009, Kay Hagan soutient la taxation à 90 % des 165 millions de dollars de bonus versés aux trader du groupe américain AIG alors que celui-ci recevait de l'argent des contribuables américains.

##### Loi sur les restrictions contre l'industrie du tabac
Le 11 juin 2009, elle est avec son collègue républicain Richard Burr l'un des 17 sénateurs des États-Unis à s'opposer à une loi du Sénat imposant des restrictions à l'industrie du tabac adoptée par 79 sénateurs. Cette loi octroie à une agence du gouvernement fédéral l'autorité de contrôle de la sécurité alimentaire et des médicaments (FDA) afin de contrôler l'utilisation du tabac chez les jeunes et la dépendance envers ce produit. Ce texte adopté par le Sénat autorise l'administration à restreindre la vente et la distribution de tabac et de produits du tabac, sans toutefois lui permettre de les interdire totalement, tout en réglementant davantage la publicité. Le fait que la Caroline du Nord soit l'un des principales producteurs de tabac des États-Unis motive le refus des deux sénateurs fédéraux de l'État.

#### Voyages sénatoriaux

##### Afghanistan
Fin mai 2009, la sénatrice Hagan se rend en Afghanistan accompagnés de plusieurs collègues membres du comité des forces armées du Sénat américain.
En 2013, elle soutient le mariage entre personnes de même sexe, alors même qu'elle doit faire face à une réélection en 2014 dans un État conservateur.

### Défaite électorale de 2014
Candidate à un second mandat de sénateur lors des élections du 4 novembre 2014, elle est battue de justesse par le candidat républicain Thom Tillis. Ce dernier obtient 48,8 % des voix, contre 47,3 % à Kay Hagan.

## Historique électoral

### Sénat
| Année | Kay Hagan | Républicain | Libertarien |
| ----- | --------- | ----------- | ----------- |
| Année |           |             |             |
| 2008  | 52,65 %   | 44,18 %     | 3,12 %      |
| 2014  | 47,26 %   | 48,82 %     | 3,74 %      |